# Setodes aureonitens
Setodes aureonitens är en nattsländeart som beskrevs av Schmid 1987. Setodes aureonitens ingår i släktet Setodes och familjen långhornssländor. Inga underarter finns listade i Catalogue of Life.